# Tatranské Zruby
Tatranské Zruby jsou osada na Slovensku a jedno z katastrálních území města Vysoké Tatry.
Osada byla založena v roce 1923 jako srubový výcvikový tábor horských jednotek československé armády pod názvem Vojenské Sruby. Za druhé světové války se místní posádka zapojila do slovenského národního povstání. Po válce se staly vojenskou zotavovnou a dostaly název Tatranské Zruby.
Roku 1950 byl před zotavovnou postaven pomník 24 československých výsadkářů a sovětských letců, kteří zahynuli při katastrofě letadla na Zadném Gerlachu 9. října 1944, když letěli na pomoc SNP.
V roce 1967 zde byla postavena nová vojenská zotavovna hotelového typu. V areálu se nachází i dětský tábor, který využívá ministerstvo obrany pro rekreaci dětí vojenských příslušníků. V roce 2010 se do Tatranských Zrubů nastěhovaly zrušené Klimatické lázně Tatranské Matliare, čímž vznikl Hotel a klimatické lázně Tatranské Zruby.

## Galerie

Tatranské Zruby
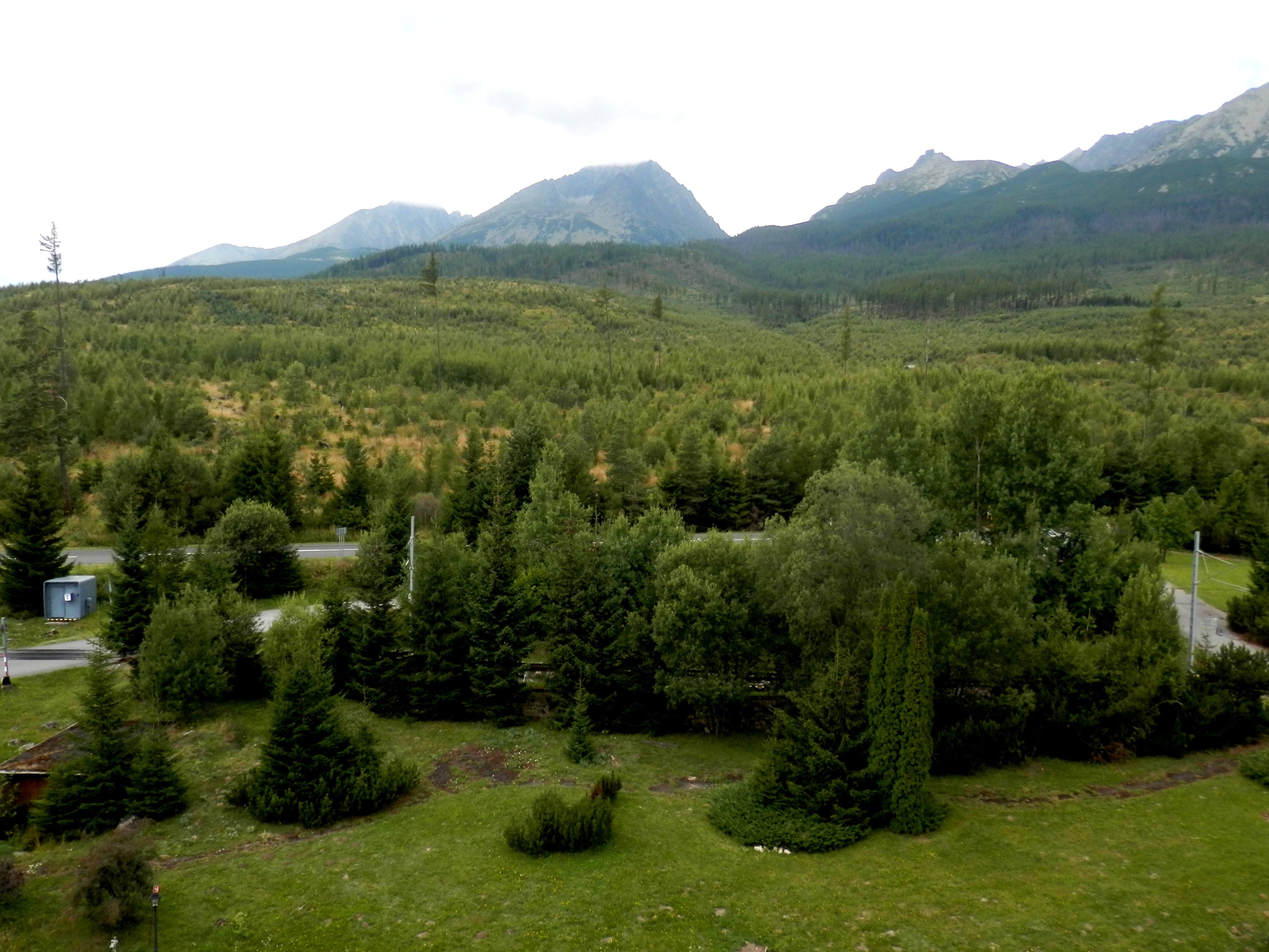
Příroda
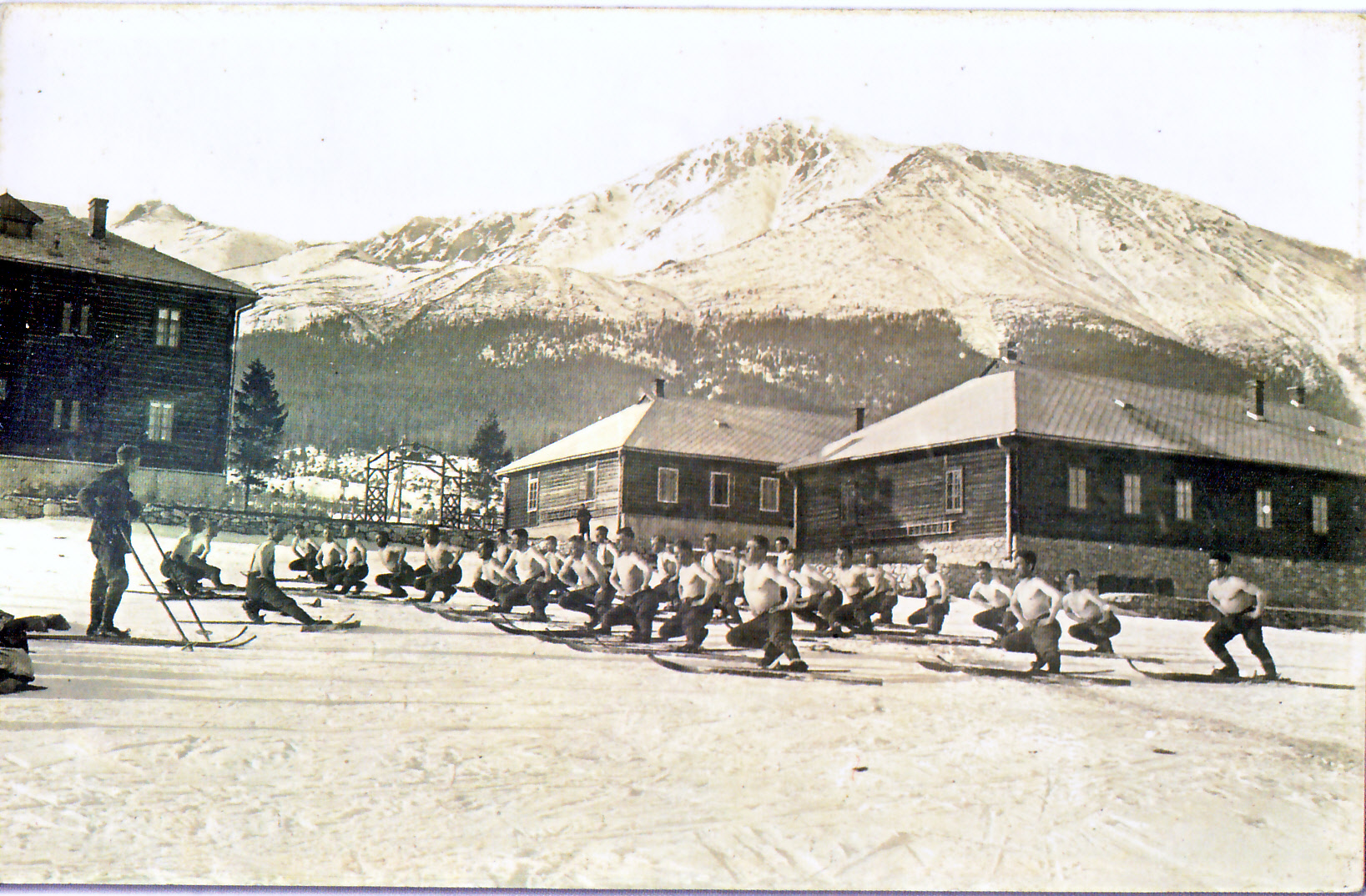
Výcvikové středisko 1925
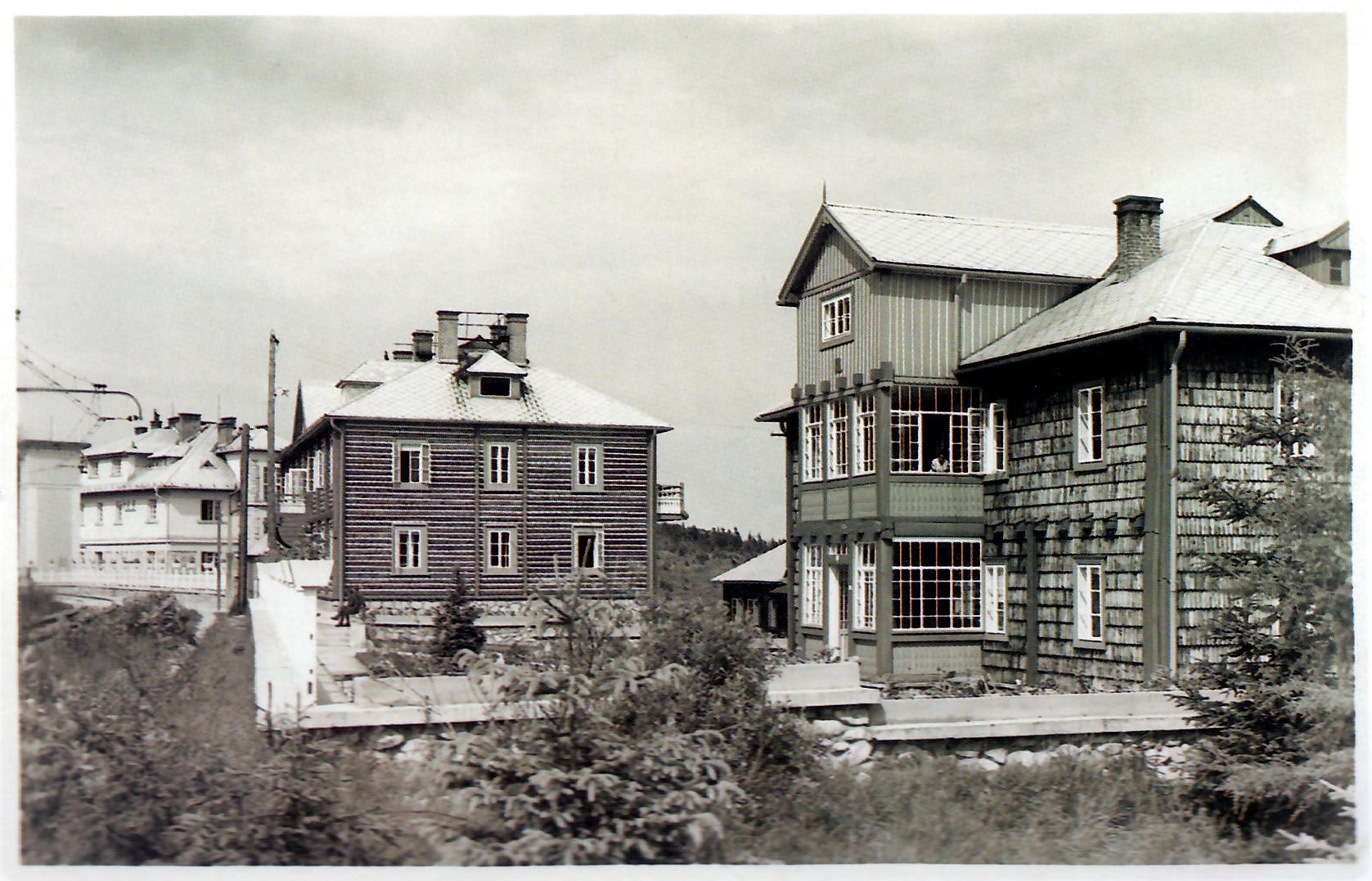
Vojenská základna 1936
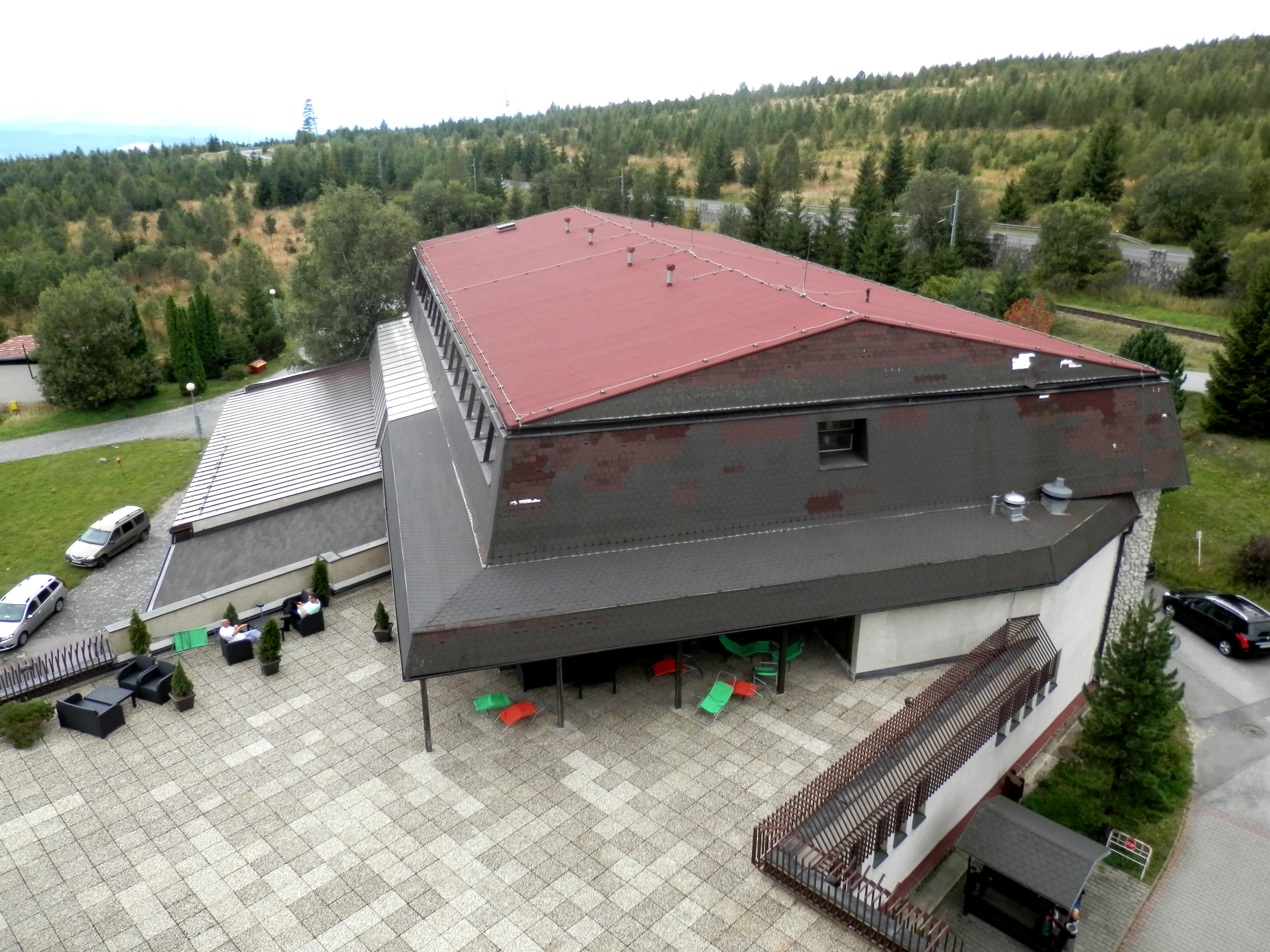
Hotel
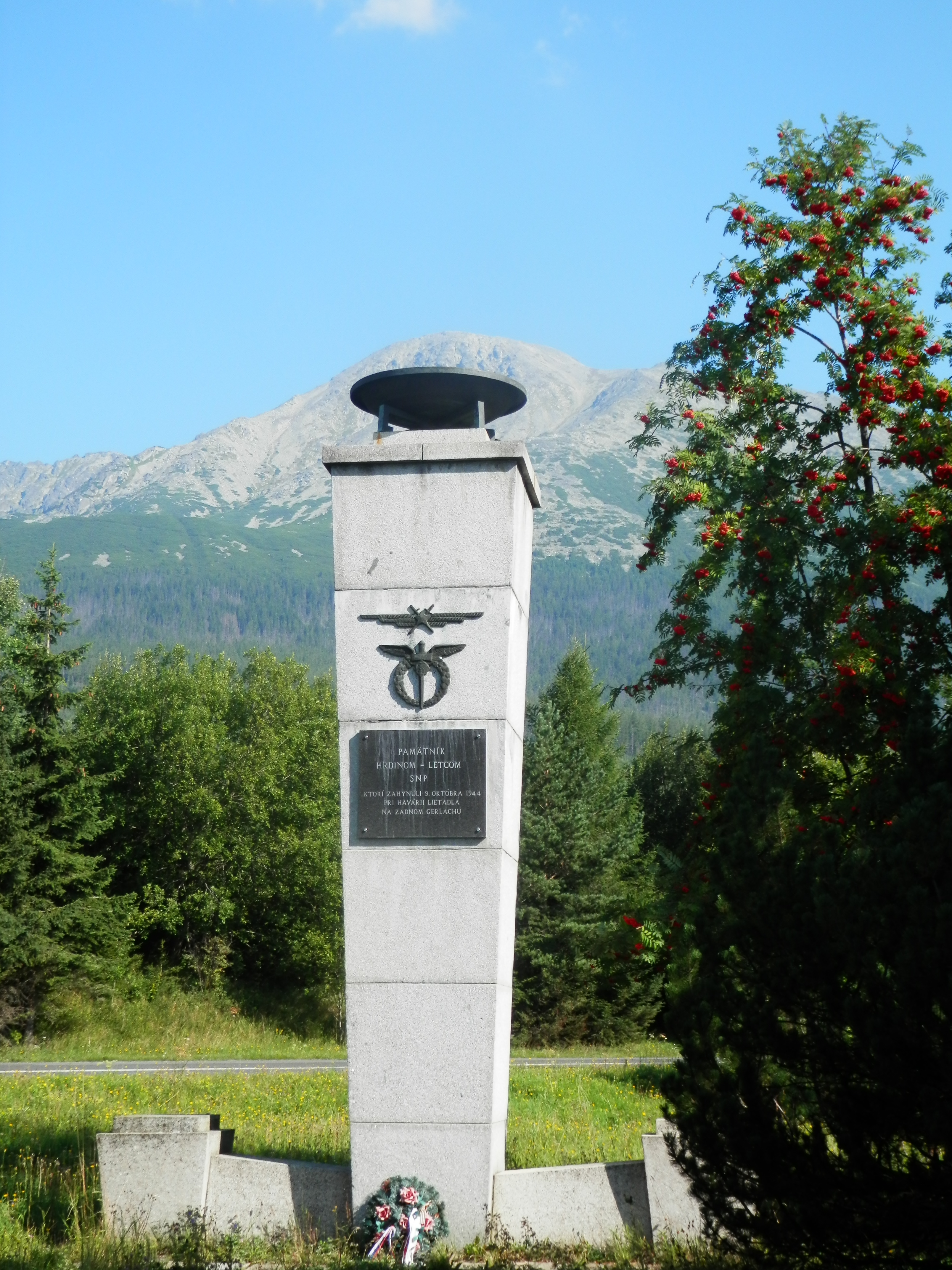
Památník
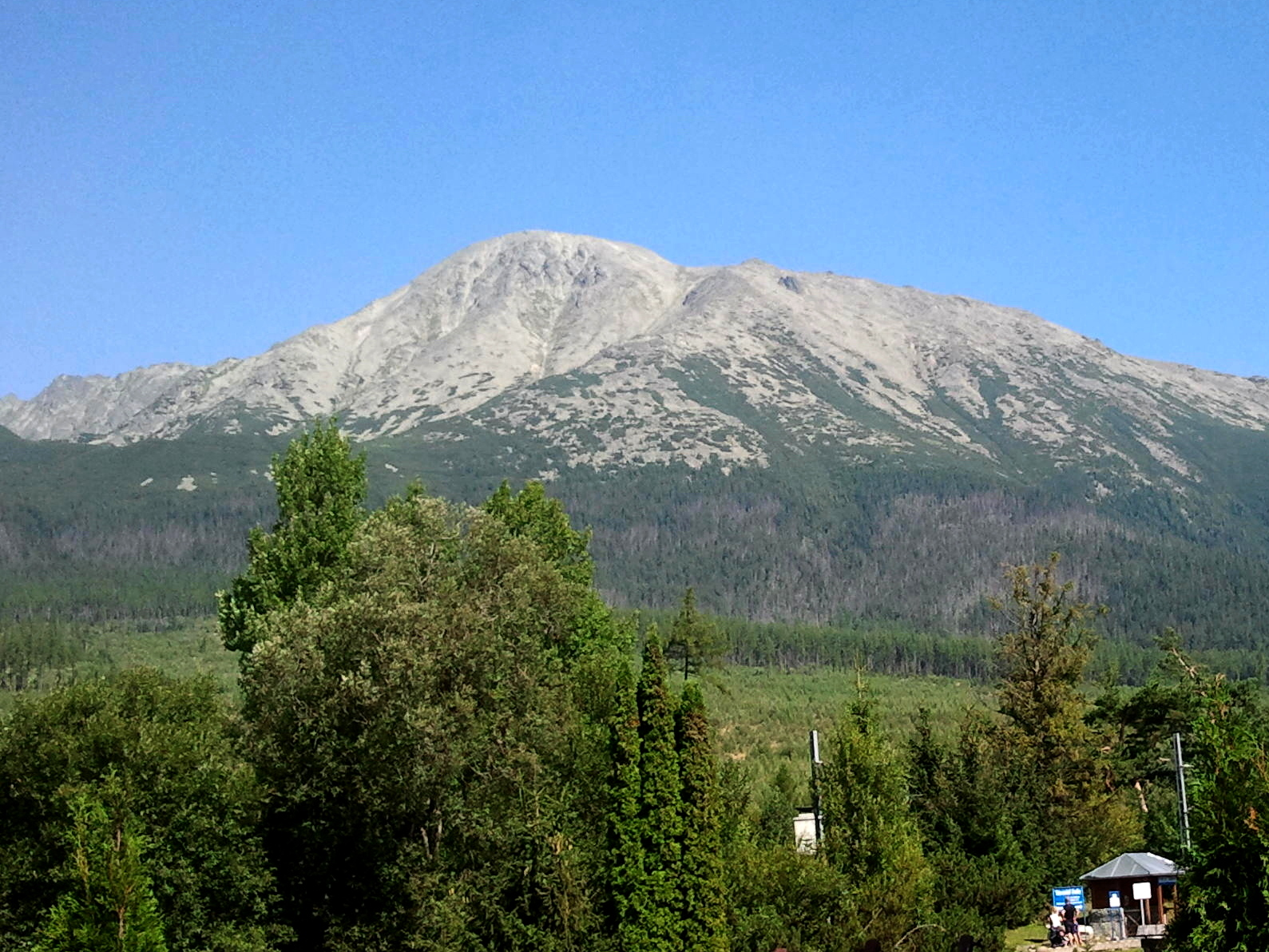
Příroda č. 2
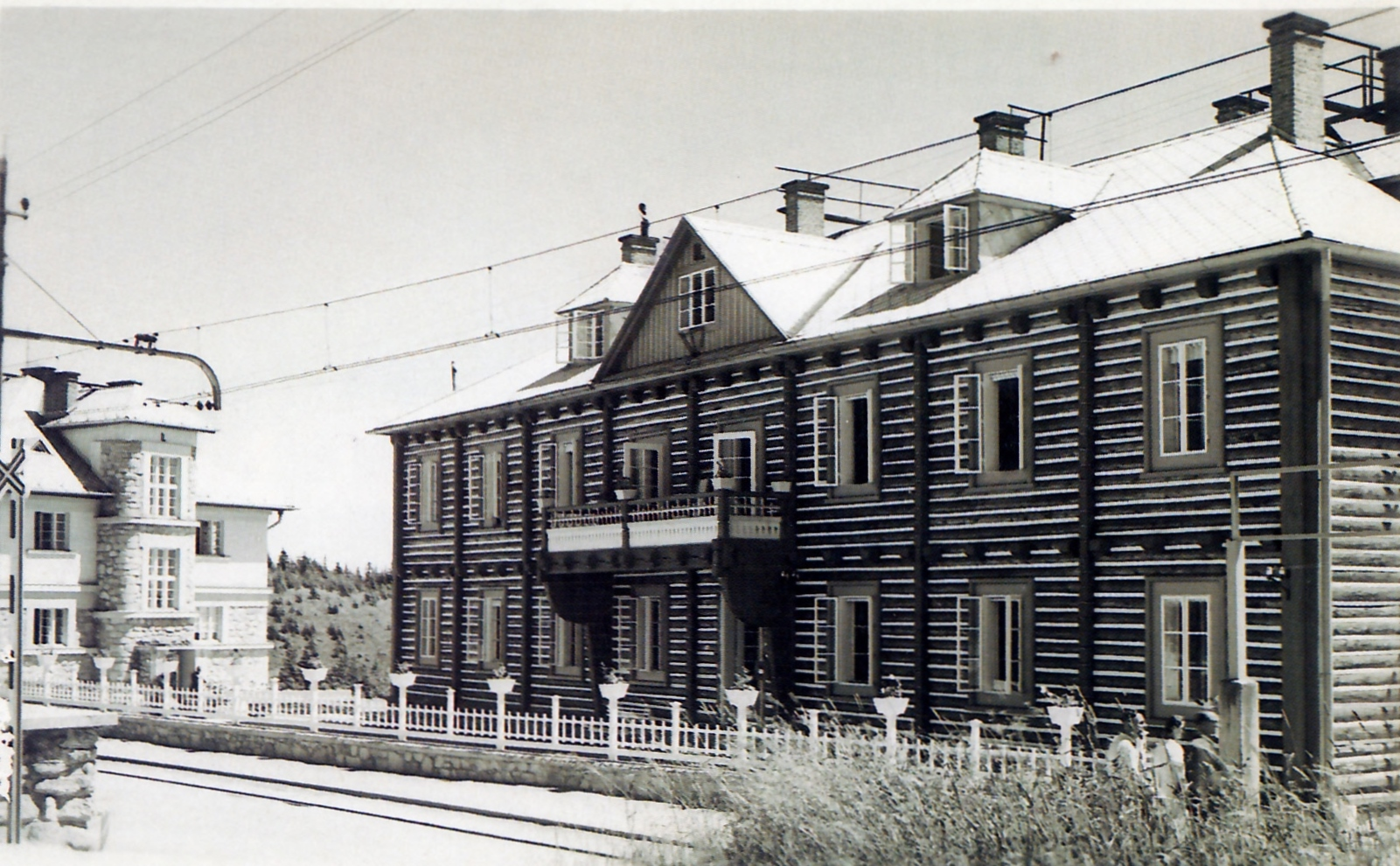
Minulost